# Апаче (община)
Община Апаче (словен. Občina Apače) — одна з общин Словенії. Адміністративним центром є місто Апаче.

## Населення
У 2011 році в общині проживало 3620 осіб, 1795 чоловіків і 1825 жінок. Чисельність економічно активного населення (за місцем проживання), 1218 осіб. Середня щомісячна чиста заробітна плата одного працівника (EUR), 870,53 (в середньому по Словенії 987.39). Приблизно кожен другий житель у громаді має автомобіль (45 автомобілі на 100 жителів). Середній вік жителів склав 42,2 роки (в середньому по Словенії 41.8).